# 鲍科·佐尔坦
鲍科·佐尔坦（匈牙利語：Bakó Zoltán，1951年11月11日—），匈牙利男子皮划艇运动员。他曾代表匈牙利参加1972年和1976年夏季奥林匹克运动会皮划艇比赛，获得一枚铜牌。